# Ӂ
La Ӂ, minuscolo ӂ, è una lettera dell'alfabeto cirillico. Viene usata nella versione cirillica modificata per la lingua moldava. È una Ж con un breve al di sopra di essa. Rappresenta la consonante /ʤ/.
In rumeno, prima dell'abbandono dell'uso dell'alfabeto cirillico in favore dell'alfabeto latino, questa lettera non veniva utilizzata, mentre al suo posto veniva usata la lettera Џ.